# Ismerlo
La Oficina Internacional para el Rescate y Escape de Submarinos o Ismerlo por sus siglas en inglés (International Submarine Escape and Rescue Liaison Office), es una organización internacional que actúa cuando hay submarinos accidentados en el mar. Fue creada en el año 2003, inicialmente por la OTAN y el Grupo de Trabajo para el rescate submarino (SMERWG) para asistir en la coordinación global de búsqueda y operaciones de rescate donde hay submarinos accidentados.

## Historia
La oficina fue establecida en 2003 para la coordinación internacional en el rescate submarino después del desastre que ocurrió con el Kursk. La oficina busca proporcionar un servicio de coordinación internacional para impedir accidentes submarinos en tiempos de paz y de responder de forma global si ocurren.
Consta de un equipo internacional para el escape y búsqueda de submarinos, con sede en Northwood, Reino Unido. El objetivo de ISMERLO es establecer estándares internacionales para procedimientos de escape y el rescate de submarinos, que consulta y consensúa entre las naciones que tienen submarinos operativos. También provee consejos sobre el entrenamiento del personal, aprovisionamiento e inspecciones, además de un servicio de monitoreo. La organización proporciona información en línea acerca del escape y rescate de submarinos y tiene como objetivo habilitar una comunicación rápida fuera de los sistemas de rescate internacional ante el acontecimiento de un accidente de submarino.
El Grupo de Trabajo para el rescate submarino (SMERWG) cubre asuntos técnicos y de procedimientos, y sus objetivos son compartir información y definir mutuamente estándares para el diseño y operación de sistemas SMER. También proporciona un foro sobre problemas y ejercicios para que sean debatidos con expertos en el campo.